# Frédéric Quinson
Pour les articles homonymes, voir Quinson (homonymie).
Frédéric Marie André Quinson est un industriel français, né le 22 juin 1831 à Ambérieu-en-Bugey (Ain)  et mort à Caluire (Rhône) le 18 novembre 1908. Il est considéré comme le fondateur de la cité manufacturière de Tenay, dont il fut maire de 1872 à 1876 et de 1884 à 1892.

## Biographie
Né de parents bouchers de profession, Frédéric Quinson démontre très tôt de grandes capacités scientifiques qui le conduiront à intégrer l'école des Arts et Métiers d'Aix en 1847. À la fin de ses études, diplômé des Arts et Métiers, il devient dessinateur pour la société Warnery et Dobler, qui s'occupe de travailler la soie à Tenay (Ain) dans la cluse de l'Albarine.
En 1853, il fonde la société Banse & Quinson. Son frère Victor devient son associé à cette époque.
Le 6 mars 1856, Quinson dépose un brevet pour l'invention de sa peigneuse circulaire pour déchets de soie. Son invention, qui commencera à être utilisée vers 1870, va permettre l'essor des filatures de schappe françaises, fortement concurrencées par les filatures suisses, en fabriquant un fil de schappe de meilleure qualité.
Sa société Banse & Quinson, devenue Chancel et Quinson, fusionne en 1881 avec la Société industrielle pour la schappe. Frédéric Quinson en devient le directeur général des peignages puis l'administrateur jusqu'en 1901. À sa retraite, il reste membre du Conseil d'Administration de la société.
Il est fait chevalier de la Légion d'honneur en 1895.
Frédéric Quinson est mort à Caluire-et-Cuire, après avoir passé la majeure partie de sa vie dans la vallée de l'Albarine et s'être consacré au développement et à la modernisation de Tenay.